# HAMMER BOLT JAW
HAMMER BOLT JAW（ハンマー・ボルト・ジョー）は日本のロックバンドである。

## 概要
バンド編成は、ギター、アップライト・ベース、ドラムスのシンプルな3人組構成。
自らの音楽を「INDIAN ROCK」と形容していた。

## バイオグラフィー
- 1988年 前身となるバンドを結成。結成当初は、サイコビリーバンドとして中部地区で活動。
- 1990年 バンド名を「HANNER BOLT JAW」に改名。活動拠点を東京へ移す。
- 1991年 コンピレーション・アルバム VA/ZORCH MONSTERS FROM FAR EAST VOL.1 に参加。
- 1992年 CDS/SHOT YOU IN THE BACK 発表。
- 1993年 解散。